# Terradillos de Esgueva
Terradillos de Esgueva es una localidad y un municipio situados en la provincia de Burgos, comunidad autónoma de Castilla y León (España), comarca de la Ribera del Duero, partido judicial de Aranda, ayuntamiento del mismo nombre.

## Geografía
Situado en el valle del río Esgueva, este municipio se encuentra en la comarca denominada Ribera del Duero.

## Historia
En el Cartulario de San Pedro del Arlanza figura como el 27 de abril de 1054, en presencia del rey Fernando I, de la reina Sancha y de su hijo, el futuro Sancho II, de obispos y de condes, la bien abastada y noble señora Muñadona, hija del ilustre matrimonio de don Gudesteo Múñoz con Teresa, hace a san García, abad de Arlanza una importante donación de bienes poseídos por ella, entre los que se encuentra Terradillos o Terratellos, diminutivo de "terrudo", que pueden ser adobes.
No se conservan restos del conocido como convento de La Arroyada.
Así se describe a Terradillos de Esgueva en el tomo XIV del Diccionario geográfico-estadístico-histórico de España y sus posesiones de Ultramar, obra impulsada por Pascual Madoz a mediados del siglo XIX:

Lugar con ayuntamiento en la provincia, audiencia territorial, capitanía general de Burgos (12 leguas), partido judicial de Aranda de Duero (5), diócesis de Osma (13). Situado en un valle rodeado de cerros; le combaten con frecuencia los vientos del N y O; su clima es frío pero sano; las enfermedades comunes son fiebres gástricas e intermitentes. Tiene 20 casas, escuela de instrucción primaria, una iglesia parroquial (San Andrés) servida por un cura párroco y un sacristán, y una ermita dedicada a Nuestra Señora de las Angustias. El término confina N Pinillos de Esgueva; E Sotillo de la Ribera; S la Horra, y O Villatuelda, estos dos últimos del partido de Roa; en él se encuentra un extinguido y arruinado monasterio de benedictinos. El terreno es de buena calidad; el monte solo está poblado de malezas; le fertiliza el riachuelo Esgueva que desagua en el Arlanzón. Los caminos locales, se hallan en mal estado; en la carretera general hay una venta para arriería. El correo se recibe de Aranda de Duero. Producciones: cereales, legumbres, vino y hortalizas; cría ganado lanar, caza de liebres y perdices. Industria: un molino harinero. Población: 10 vecinos, 38 almas. Capital productivo: 21.300 reales. Imponible: 1.786. Contribución: 1.705 reales 14 maravedíes.
Diccionario geográfico-estadístico-histórico de España y sus posesiones de Ultramar

Durante el período 1820-1927, Terradillos de Esgueva estuvo agregado al Ayuntamiento de Villatuelda.

## Demografía
Terradillos de Esgueva cuenta con una población de 64 habitantes (INE 2024).
| Gráfica de evolución demográfica de Terradillos de Esgueva entre 1842 y 2021 |
| |
| Población de derecho según los censos de población del INE. Población de hecho según los censos de población del INE.Entre el censo de 1930 y el anterior, aparece este municipio porque se segrega del municipio Villatuelda. Entre el censo de 1857 y el anterior, este municipio desaparece porque se integra en el municipio Villatuelda. |

## Parroquia
Iglesia católica de San Andrés Apóstol, con portada y ábside de estilo románico (Escuela del Esgueva), dependiente de la parroquia de Torresandino en el arciprestazgo de Roa, diócesis de Burgos.

## Rutas
- PCR-BU 74 - Sendero de los Lagares del Río Esgueva